# 非圆心传动轴

右邊為非圆心传动轴

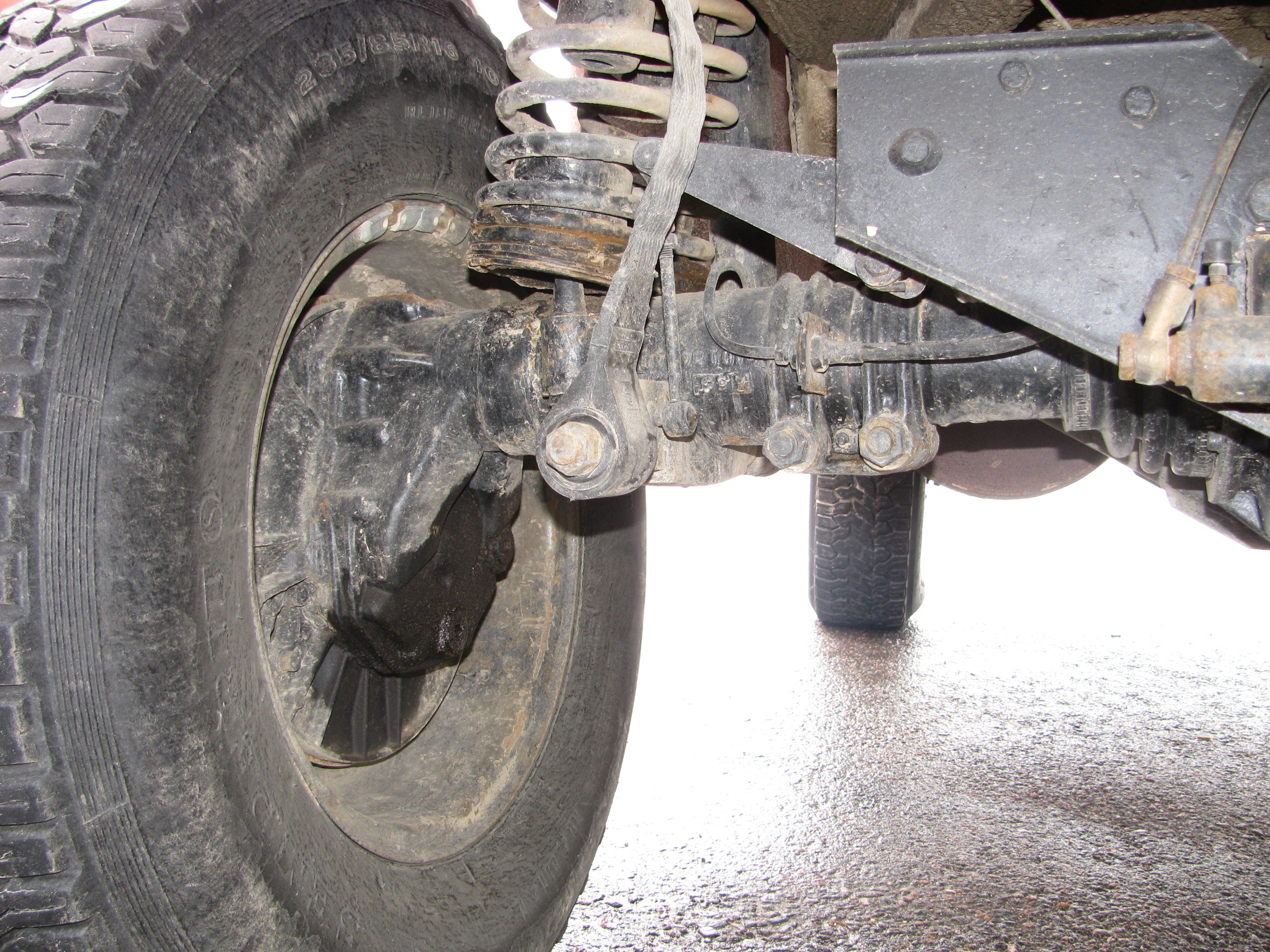
非圆心传动轴

非圆心传动轴是越野车中的一個零部件，非圆心传动轴的轴通常高于轮毂中心，因此其离地距離相對於其他車輛來說更大。它可以將驱动力传递到每个车轮上。 